# Liberiakoesimanse
De Liberiakoesimanse (Liberiictis kuhni) is een roofdier uit de familie van mangoesten (Herpestidae), het is de enige soort van het geslacht Liberiictis. Ze leven in Liberia, Ivoorkust en mogelijk Guinee. De mannetjes hebben een gemiddelde lengte van 42,3 cm, met een staart van 19,7 cm en de vrouwtjes een lengte van 47,8 cm, met een staart van 20,5 cm. Ze wegen ongeveer 2,3 kg. Ze hebben een donkerbruine kleur vacht. Van de voortplanting is weinig bekend. De levensduur is ook onbekend. Ze eten voornamelijk insecten, maar ook wormen, eieren en kleine ongewervelden.